# Bitwa pod Owruczem (III 1920)

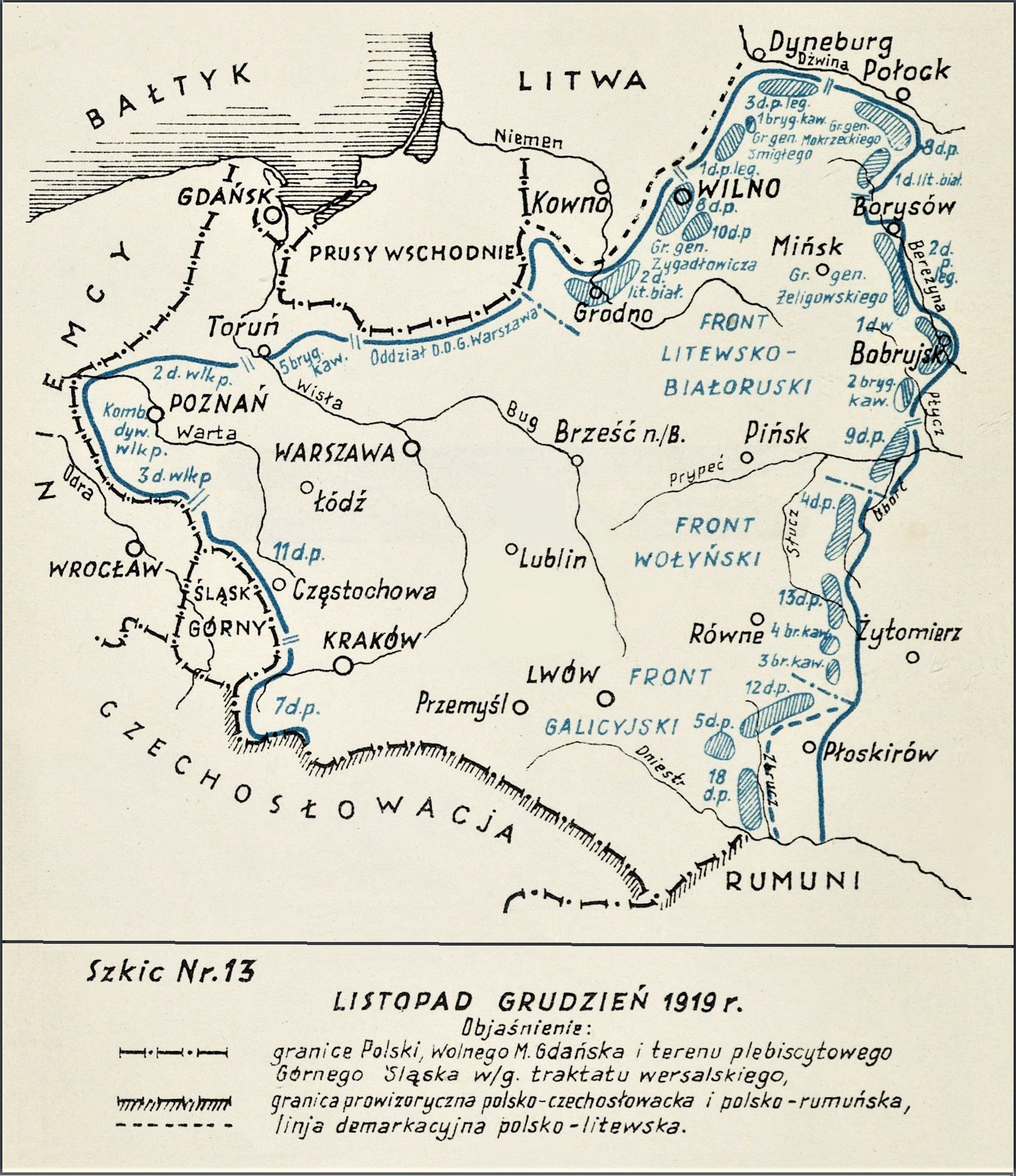
Adam Przybylski,
Wojna Polska 1918–1921

Bitwa pod Owruczem – walki pododdziałów 4 Dywizji Piechoty gen. Leonarda Skierskiego z oddziałami sowieckiej 7 Dywizji Strzelców komdiwa Aleksandra Golikowa w czasie kampanii zimowej w okresie wojny polsko-bolszewickiej.

## Geneza
Zimą 1919/1920 na froncie polsko-sowieckim odnotowywano tylko działania lokalne. Linia frontu była rozciągnięta od środkowej Dźwiny, wzdłuż Berezyny, Uborci, Słucza, po Dniestr. Zastój w działaniach wojennych obie strony wykorzystywały na przygotowanie się do decydujących rozstrzygnięć militarnych, planowanych na wiosnę i lato 1920.
Jeszcze jesienią 1919 ówczesny dowódca 9. Dywizji Piechoty płk Władysław Sikorski zaproponował uderzenie na Mozyrz i Kalenkowicze. Do tej koncepcji wrócono na początku 1920. Naczelny Wódz Józef Piłsudski wydał 26 lutego 1920 rozkaz, skierowany do dowódcy Grupy Poleskiej płk. Władysława Sikorskiego uderzenia na Mozyrz i Kalenkowicze.
W tym czasie 4 Dywizja Piechoty zajmowała pozycje obronne po obu stronach linii kolejowej Sarny – Korosteń, a w związku z zaplanowanym natarciem Grupy Poleskiej płk. Władysława Sikorskiego na Mozyrz, otrzymała rozkaz przeprowadzenia wypadów, w celu rozpoznania ugrupowania bojowego nieprzyjaciela i odwrócenia jego uwagi od natarcia.

## Walczące wojska
| Jednostka                     | Dowódca                  | Podporządkowanie   |
| Wojsko Polskie                |                          |                    |
| dowództwo 4. Dywizji Piechoty | gen. Leonard Skierski    | Front Wołyński     |
| ⇒ 10 pułk piechoty            | mjr Kazimierz Topoliński | 4 Dywizja Piechoty |
| → II batalion 10 pp           | por. Otton Urban         | 10 pułk piechoty   |
| → III batalion 10 pp          | kpt. Rudolf Matuszek     | 10 pułk piechoty   |
| ⇒ 14 pułk piechoty            | ppłk Wacław Fara         | 4 Dywizja Piechoty |
| → dwie kompanie 14 pp         |                          | 14 pułk piechoty   |
| Armia Czerwona                |                          |                    |
| 7 Dywizja Strzelców           | Aleksandr Golikow        | 12 Armia           |

## Walki pod Owruczem
5 marca dowódca 4. Dywizji Piechoty gen. Leonard Skierski zarządził wypad na Owrucz i uderzenie na stacjonującą tam brygadę 7. Dywizji Strzelców.
W tym celu zorganizowany został oddział wypadowy w składzie: II i III batalion 10 pułku piechoty, dwie kompanie 14 pułku piechoty, kompania saperów z 4 pułku saperów, pluton kawalerii dywizyjnej, 4/4 pułku artylerii polowej pod dowództwem kpt. Rudolfa Matuszka.
Po południu 5 marca, ugrupowany w dwie kolumny oddział wypadowy ruszył do działania. Główne siły oddziału maszerowały drogą południową przez Sławeczno na Owrucz, a grupa północna w składzie 9 i 11 kompania 10 pułku piechoty, pod dowództwem por. Merki, w kierunku na Skorodne. Ta ostatnia, z powodu tonących w roztopach dróg, nie dotarła na wyznaczone miejsce. Siły główne oddziału w czasie marszu natknęły się na oddziały czerwonoarmistów w rejonie Weledniki. Kapitan Matuszek nakazał podporucznikowi Marcinowi Gawłowskiemu uderzyć na przeciwnika siłami 10. i 12. kompanii w kierunku południowo-zachodnim, a dwóm kompaniom 14 pułku piechoty od północy. Nieprzyjaciel uniknął jednak uderzenia i cofnął się na Noryńsk.

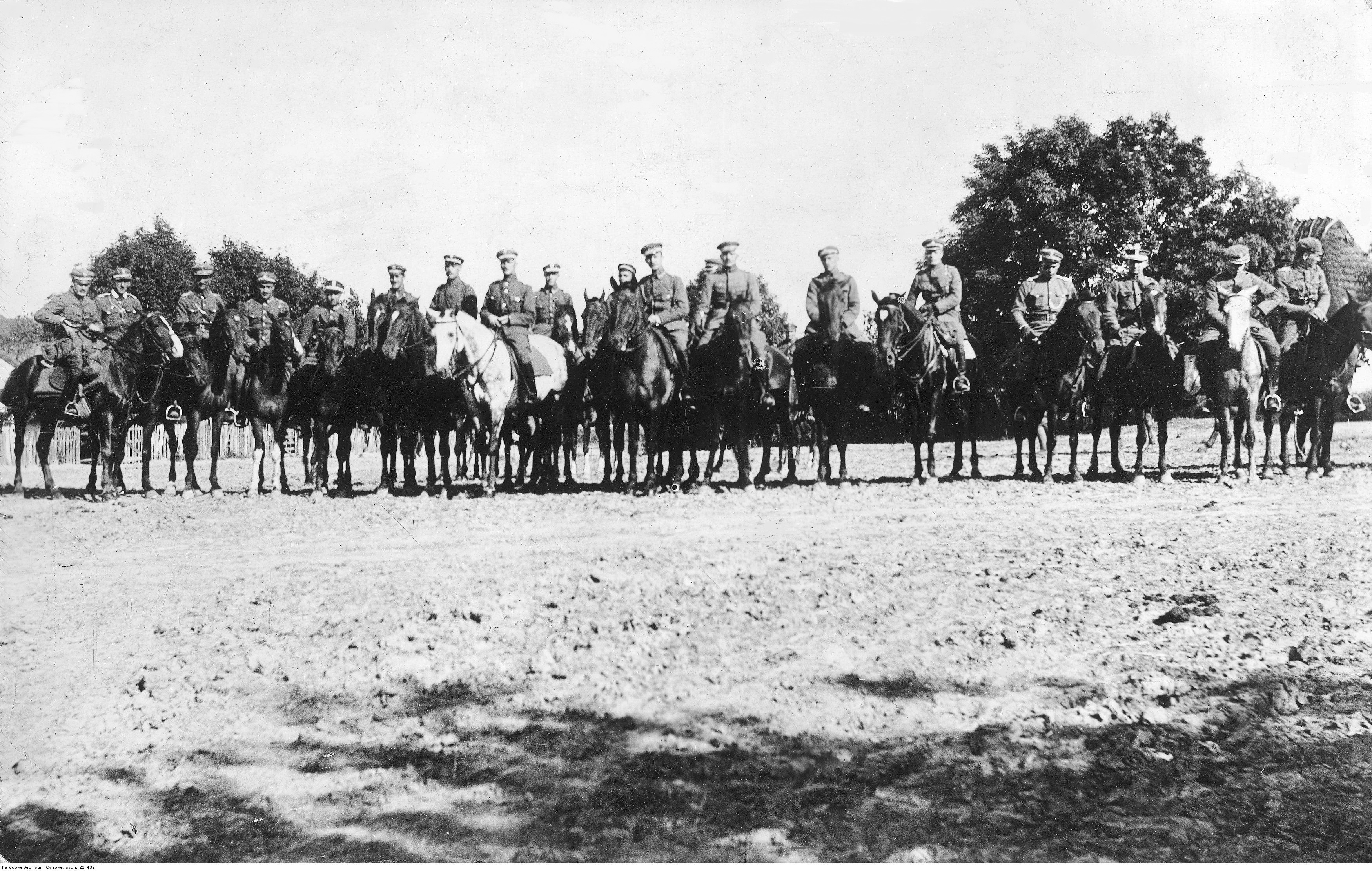
Polska kawaleria z czasów wojny polsko-sowieckiej

6 marca oddział uderzył na Owrucz II batalionem, wzmocnionym plutonem saperów. Prowadzone od południa, przez Szwaby, natarcie, miało za zadanie zniszczyć most kolejowy na Noryniu i zamknąć przeciwnikowi drogi odwrotu na Ignatopol. Część III batalionu z plutonem saperów pod dowództwem podporucznika Gawłowskiego atakowała dworzec kolejowy, a następnie rozwijała natarcie niszcząc mosty na północ od stacji. Jedna kompania 14 pułku piechoty nacierała na Owrucz od zachodu, a druga stanowiła odwód dowódcy grupy.
Zaskoczony przeciwnik zaczął wycofywać się na południe. Jego drogi odwrotu miał przeciąć nacierający od południa II batalion 10 pułku piechoty, ale na skutek roztopów i nieprzejezdnych dróg spóźnił się na pole bitwy. Jedynie pluton kawalerii dywizyjnej por. Łubieńskiego swoim energicznym działaniem co prawda nie spowodował zamknięcia pierścienia okrążenia, ale wywołał u nieprzyjaciela popłoch i zmusił go do panicznej ucieczki. Kawaleria polska dotarła w pościgu aż do Narodycz nad Uszą, wywołując duże zamieszanie na tyłach sowieckich wojsk. Działanie polskiej kawalerii zostało błędnie ocenione przez sowieckie dowództwo. Było ono przekonane, że jest to zagon kawalerii poprzedzający marsz dużych sił piechoty. Dzięki temu grupa kpt. Matuszka uzyskała czas na ewakuację zdobytych zapasów prowiantu i amunicji.
Dowódca oddziału wypadowego podjął też próbę rozbicia dwóch sowieckich batalionów stacjonujących w Noryńsku. Posłużył się w tym celu sowiecką stacją łączności, która z całą obsługą wpadła w ręce Polaków. Podając się za dowódcę oddziałów Armii Czerwonej w Owruczu, zażądał posiłków i przysłania jednego batalionu do wzmocnienia obrony miasta. Rozkaz fałszywego dowódcy wykonano i do Owrucza zmierzał batalion strzelców wzmocniony pododdziałem kawalerii. W organizowaną przez Polaków zasadzkę wpadł patrol konny, ale kilku jeźdźców zdołało zbiec i ostrzec piechotę. Ta szybko wycofała się na Korosteń.
Po niepowodzeniu zasadzki, nie niepokojona przez nieprzyjaciela grupa wypadowa załadowała zdobycz na kilkaset zarekwirowanych wozów chłopskich i 8 marca cały oddział wypadowy wycofał się z Owrucza. Podczas wypadu wzięto do niewoli 43 jeńców, zdobyto dwa działa i pięć ckm-ów.